# Paweł Korytko (major)

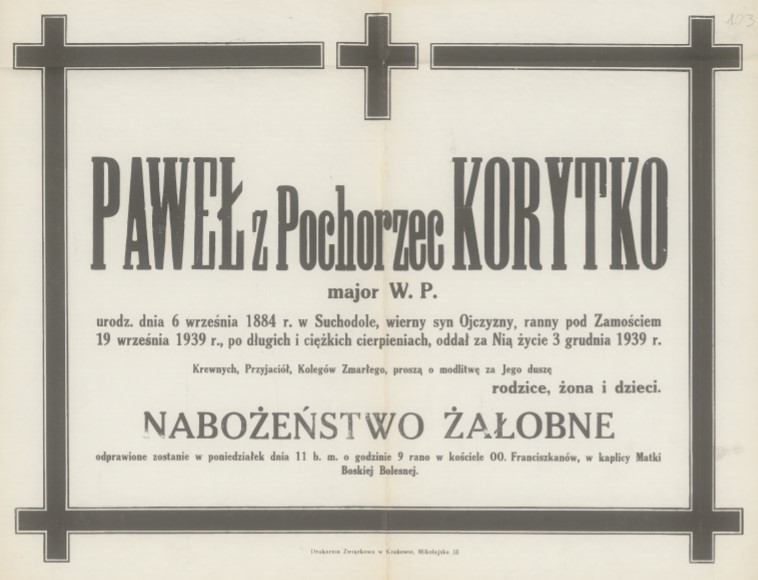
Nekrolog mjr. Pawła Korytki

Paweł Korytko (ur. 6 września 1884 w Suchodole, zm. 3 grudnia 1939 w Pieszycach) – major kawalerii Wojska Polskiego.

## Życiorys
Urodził się 6 września 1884 w Suchodole, w ówczesnym powiecie husiatyńskim Królestwa Galicji i Lodomerii, w rodzinie Franciszka Ksawerego i Marii z Rostworowskich.
W latach 1894–1902 uczęszczał do c. k. Gimnazjum III w Krakowie, gdzie 23 września 1902 zdał maturę. Po odbyciu obowiązkowej służby wojskowej w cesarskiej i królewskiej Armii, w charakterze jednorocznego ochotnika, został mianowany kadetem rezerwy ze starszeństwem z 1 stycznia 1908 i wcielony do 2 Galicyjskiego Pułku Ułanów w Tarnowie. Na stopień porucznika rezerwy został mianowany ze starszeństwem z 1 stycznia 1910 w korpusie oficerów kawalerii. W szeregach Pułku Ułanów Nr 2 walczył na frontach I wojny światowej. Na stopień nadporucznika rezerwy został mianowany ze starszeństwem z 20 stycznia 1915.
W listopadzie 1918 jako dowódca szwadronu zapasowego w Wolbromiu oddał się do dyspozycji dowódcy polskiego 1 Pułku Ułanów Krechowieckich. Został wcielony do szwadronu zapasowego 1 puł., w którym między innymi kierował szkoleniem szwadronu karabinów maszynowych. W maju 1919 na czele szwadronu km wyruszył na front wołyński.
15 lipca 1920 został zatwierdzony z dniem 1 kwietnia 1920 w stopniu majora, w kawalerii, w grupie oficerów byłej armii austro-węgierskiej. 14 sierpnia 1920, po śmierci rotmistrza Kazimierza Zakrzewskiego, objął obowiązki dowódcy pułku i pełnił je do 20 sierpnia tego roku.
8 stycznia 1924 został zatwierdzony w stopniu majora ze starszeństwem z 1 czerwca 1919 i 55. lokatą w korpusie oficerów rezerwy jazdy. Posiadał wówczas przydział w rezerwie do 7 Pułku Strzelców Konnych Wielkopolskich w Poznaniu.
W 1934 pozostawał w ewidencji Powiatowej Komendy Uzupełnień Tarnopol. Posiadał przydział do Oficerskiej Kadry Okręgowej Nr VI. Był wówczas w grupie oficerów rezerwy „powyżej 40 roku życia”.
W nocy z 19 na 20 września 1939 wziął udział w natarciu na Zamość w szeregach 2 rezerwowego pułku piechoty ppłk. Stanisława Jana Gumowskiego . Zmarł 3 grudnia 1939 w niemieckim rezerwowym szpitalu wojskowym Pieszycach, w następstwie odniesionych ran i tam został pochowany . W 1949 ekshumowany i przeniesiony na Cmentarz Żołnierzy Polskich we Wrocławiu.
Był żonaty z Ewą z Aleksandrowiczów (1901–1952), z którą miał dwóch synów: Tomasza (ur. 1925) i Stanisława Andrzeja (1927–2007).

## Ordery i odznaczenia
- Krzyż Walecznych[2]
- Brązowy Medal Zasługi Wojskowej z mieczami na wstążce Krzyża Zasługi Wojskowej[24]
- Krzyż Wojskowy Karola[24]